# Neoathousius
Neoathousius is een geslacht van kevers uit de familie  
kniptorren (Elateridae).
Het geslacht is voor het eerst wetenschappelijk beschreven in 1991 door Schimmel & Platia.

## Soorten
Het geslacht omvat de volgende soorten:
- Neoathousius brancuccii Schimmel & Platia, 1991
- Neoathousius decorus (Gurjeva, 1975)
- Neoathousius exiguus Schimmel & Platia, 1991
- Neoathousius ferrugineus Schimmel & Platia, 1991
- Neoathousius hartmanni Schimmel, 1998
- Neoathousius hiermeieri Schimmel & Platia, 1991
- Neoathousius kubani Schimmel, 1996
- Neoathousius loebli Schimmel & Platia, 1991
- Neoathousius longicornis Schimmel & Platia, 1991
- Neoathousius manaliensis Schimmel & Platia, 1991
- Neoathousius miandamensis Schimmel & Platia, 1991
- Neoathousius minusculus Schimmel, 1998
- Neoathousius platiai Schimmel, 1996
- Neoathousius recticornis Schimmel & Platia, 1991
- Neoathousius riesei (Platia, 1988)
- Neoathousius rusticus Schimmel & Platia, 1991
- Neoathousius sinensis Schimmel & Platia, 1994
- Neoathousius singularis Schimmel & Platia, 1991
- Neoathousius wittmeri Schimmel & Platia, 1991